# Flughafen Erfurt-Weimar
Flughafen Erfurt-Weimar, også benævnt Erfurt Airport (IATA: ERF, ICAO: EDDE), er en international lufthavn 5 km vest for centrum af Erfurt i delstaten Thüringen, Tyskland.

## Den første lufthavn ved Det Røde Bjerg
Den første flyveplads blev etableret i 1924 lige syd for det 234 meter høje Roter Berg ved byen Erfurt. Den bestod af et skur og en græsbane på 730 meter i længden og 430 meter bred. I 1928 var der 14 starter og landinger om dagen, hvor Lufthansa stod for dem alle. Man fløj til en række tyske byer samt Zürich som den eneste udenrigsrute. I 1939 overgik lufthavnen til rent militær brug. Efter 2. verdenskrig viste de sovjetiske styrker i landet ingen interesse for pladsen, og den lukkede. Fra 1956 var den dog åben igen for sportsfly og faldskærmsudspring. I 1974 lukkede den permanent, og der blev opført boliger på stedet.

## Den nuværende lufthavn
I 1935 blev den militære "Fliegerhorst Erfurt-Bindersleben" åbnet. Efter 2. verdenskrig havde Sovjetunionen luftenheder placeret i lufthavnen. I 1955 åbnede man for kommercielle flyvninger, da DDR oprettede selskabet DDR Lufthansa. I 1963, da DDR Lufthansa skiftede navn til Interflug, var der ruter til Berlin-Schönefeld, Dresden, Heringsdorf og Barth. Disse ruter forsvandt stille og roligt igen, og efter at DDR havde en oliekrise i 1982, var der kun et par daglige afgange med omkring 10.000 passagerer om året.
Efter Tysklands genforening i 1990 blev der startet ruter til Frankfurt og Berlin-Tegel. I de efterfølgende år blev der blandt andet bygget ny terminalbygninger, kontroltårn og rulleveje. Efter de politiske forandringer blev der brugt over én milliard kroner på renovering af lufthavnen.
I 2003 ankom der 506.000 passagerer og året efter 546.000. Denne stigning skyldtes primært, at Ryanair havde åbnet en rute til London. Da den igen lukkede i 2005, faldt det samlede antal passagerer dramatisk. I 2006 blev der kun registret 315.769 passagerer, og en uvildig undersøgelse blev sat i gang for at finde årsagen til det store fald. Lufthavnens tidligere administrerende direktør blev anholdt og sigtet for på falsk grundlag at have pumpet antallet af passagerer op, så det på den måde var lettere at få offentlige tilskud.  

## Selskaber
Cirrus Airlines flyver dagligt fra Erfurt, ligesom en del charterselskaber benytter lufthavnen.